# Siccia albisparsa
Siccia albisparsa là một loài bướm đêm thuộc phân họ Arctiinae, họ Erebidae.